# Eleccions legislatives letones de 1925
Les Eleccions legislatives letones de 1925 es van celebrar a Letònia el 3 i 4 d'octubre de 1925. El Partit Socialdemòcrata Obrer Letó va continuar com el gran partit, guanyant-ne 32 dels 100 escons.

## Sistema electoral
Per a les eleccions el país va ser dividit en cinc districtes electorals, amb l'elecció d'un total de 97 diputats que utilitzen la representació proporcional. Els tres escons restants van ser atorgats a les parts amb el major nombre de vots que no havia pogut guanyar un escó en cap dels cinc districtes electorals.
El sistema de llistes utilitzat es va fer flexible, ja que els votants van poder ratllar noms dels candidats i reemplaçar-los amb els noms d'altres llistes, tanmateix, solament el 26,03% dels votants va fer algun canvi en les llistes. Per registrar un llista, els partits electorals només necessitavan recollir 100 signatures.

## Resultats
| Partit                                                     | Vots      | %    | Escons | +/– |
| ---------------------------------------------------------- | --------- | ---- | ------ | --- |
| Partit Socialdemòcrata Obrer Letó                          | 260,987   | 31.4 | 32     | +2  |
| Unió d'Agricultors Letons                                  | 125,070   | 15.0 | 16     | –1  |
| Latgales kristige zemnieki un katoli                       | 44,231    | 5.3  | 5      | –1  |
| Comitè dels Partits Alemanys Bàltics                       | 42,248    | 5.1  | 4      | –2  |
| Centre Democràtic                                          | 31,680    | 3.8  | 5      | –1  |
| Unió de Socialdemòcrates - menxevics i treballadors rurals | 30,025    | 3.6  | 4      | –3  |
| Unió Nacional                                              | 27,553    | 3.3  | 3      | –1  |
| Vecticībnieku                                              | 20,843    | 2.5  | 2      | +1  |
| Partit Progresista Letó                                    | 20,131    | 2.4  | 2      | New |
| Jaunzemnieku savienība                                     | 18,552    | 2.2  | 3      | 0   |
| Latvijas Poļu savienība                                    | 17,537    | 2.1  | 2      | New |
| Progresīvā tautas apvienība                                | 15,926    | 1.9  | 2      | –2  |
| Unió Nacional Cristiana                                    | 14,736    | 1.8  | 2      | –2  |
| Latvijas Jaunsaimnieku un sīkgruntnieku partija            | 14,372    | 1.7  | 3      | New |
| Partit per la Pau i l'Orde                                 | 13,948    | 1.7  | 2      | New |
| Agudas Israel                                              | 13,477    | 1.6  | 2      | 0   |
| Partit d'Agricultors Letons                                | 13,203    | 1.6  | 2      | +1  |
| National Farmers' Union                                    | 11,614    | 1.4  | 1      | New |
| Russian Public Workers' Association                        | 10,662    | 1.3  | 1      | New |
| Mizrahí                                                    | 10,544    | 1.3  | 1      | New |
| Partit dels Ortodoxos                                      | 10,245    | 1.2  | 2      | New |
| Congress of Destroyed Areas                                | 9,814     | 1.2  | 1      | New |
| Latgalian Non-Partisan Union                               | 7,247     | 0.9  | 1      | New |
| Ceire Cion                                                 | 6,422     | 0.8  | 1      | 0   |
| Bund                                                       | 5,733     | 0.7  | 1      | 0   |
| Els 18 partits restants                                    | 4.285     | 4.1  | 0      | 0   |
| Vots nuls                                                  | 6,610     | –    | –      | –   |
| Total                                                      | 838,695   | 100  | 100    | 0   |
| Registered voters/turnout                                  | 1,120,026 | 74.9 | –      | –   |
| Source: Nohlen & Stöver                                    |           |      |        |     |